# دائرة بوينان
دائرة بوينان إحدى دوائر ولاية البليدة وتضم بلديات بوينان و الشبلي.